# 糯米正傳
《糯米正傳》是一部2007年的美國喜劇電影，由布萊恩·羅賓斯執導，艾迪·墨菲聯合編劇、聯合製片和主演。本片由譚蒂·紐頓、泰瑞·克魯斯、小古巴·古丁、艾迪·葛瑞芬、凱特・威廉斯、馬龍·韋恩斯和查理・墨菲合主演。該片由夢工廠和派拉蒙影業於2007年2月9日發行。
本片票房大獲成功，全球票房收入為1.59億美元，而製作預算為6,000萬美元，同時受到批評者的負面評價。該片獲得了八項金酸莓獎提名，還獲得了奧斯卡最佳化妝獎提名。

## 劇情
一對青梅竹馬糯米·艾伯特·萊斯和凱蒂·湯馬斯住在孤兒院，該家孤兒院兼有黃金餛飩館（The Golden Wonton）中餐廳，餐廳由王先生開辦，凱特被收養後，兩人分居。在離開前，他們立下愛的誓言。
五年後，諾比特被超強、超重的女孩拉絲菩夏·拉提摩從遊樂場上的惡霸手中救出，拉絲菩夏·拉提摩成為他的保護者，遠離其他惡霸和最好的朋友，但最終成長為一個傲慢、專橫跋扈的女人。過了一會兒，他們結婚了，拉絲菩夏開始侮辱和控制他。拉絲菩夏的三位大哥黑傑克老大、布魯和厄爾也貶低了糯米，他們在他們的建築公司擔任簿記。拉提莫兄妹經營著一家“保安公司”，這讓整個社區都感到恐懼，除了王先生，他拒絕將自己的生意出售給他們。
糯米發現拉絲菩夏和她的舞蹈教練巴斯特·柏金對他不忠，扔掉了他的結婚戒指，並在一場為孤兒表演的木偶戲中發洩了他的憤怒。他從小就第一次見到凱蒂感到震驚，當他得知凱蒂要買下王先生的孤兒院時，他對她的好感再次燃起熱情，但得知她與一個名叫迪恩·休斯的男人訂婚感到失望。
在前皮條客朋友“Pope Sweet Jesus”和“Lord Have Mercy”以及其他市民的幫助下，糯米在拉絲菩夏不知情的情況下遇到了凱蒂。迪恩試圖在沒有凱蒂的情況下離開小鎮，無意幫助她經營孤兒院，但拉提摩兄弟阻止並說服他幫助他們將孤兒院變成脫衣舞俱樂部。兄弟們欺騙糯米讓凱蒂簽署文件，以拉提摩的名義續簽餐廳的酒牌。糯米與凱蒂的會面導致她幫助排練她的婚禮，他們之間的一個吻讓她重新考慮嫁給迪恩。糯米回到家中得知拉絲菩夏目睹了他們的親吻，並威脅說如果他再見到凱蒂，將對她施以暴力。
當凱蒂後來從迪恩那裡得知這筆交易時，她去與糯米對質，並看到他在地下室被拉絲菩夏（策劃孤兒院陰謀的人）囚禁。糯米不情願地故意將她趕走，以保護她免受拉絲菩夏的傷害。心滿意足後，拉絲菩夏謊稱糯米在凱蒂回城後欺騙了她。傷心欲絕的凱蒂逃跑了，糯米決定永久離開小鎮。然後他找到了他聘請的私家偵探的一封信，發現迪恩因各種離婚協議而富有。
拉提摩兄弟向糯米透露了他們的計劃，並再次將他鎖在地下室。諾比特逃跑了，及時趕到婚禮現場，將迪恩的計劃告訴了凱蒂。儘管他證明迪恩離婚協議的證據在掉進池塘後被毀，但糯米揭露了迪恩的前妻和孩子，迪恩在他們追趕時逃跑了。
拉提摩一家攻擊糯米破壞他們的計劃，但市民拿起武器保護他。拉絲菩夏在人群中殺出一條血路，準備殺死他，但王先生在她的後方用魚叉刺了她。拉提摩一家被趕出城外，糯米和凱蒂和解了。他們買下了孤兒院，並在他們小時候玩耍的同一棵樹下結婚。拉提摩一家搬到墨西哥並開設了他們的脫衣舞俱樂部“上空成”（El Nipplopolis），拉絲菩夏成為他們最受歡迎和最賺錢的脫衣舞孃。

## 演員
- 艾迪·墨菲 飾演：
  - 糯米·艾伯特·萊斯（Norbit Albert Rice），一個害羞的書呆子，但討人喜歡的男人
    - 卡馬尼·格林芬（英语：Khamani Griffin） 飾演 5歲的糯米
    - 奧斯丁·里德（Austin Reid）飾演 10歲的糯米
    - 喬納森·羅賓森（Jonathan Robinson）飾演 17歲的糯米

  - 拉絲菩夏·拉提摩（Rasputia Latimore），糯米的肥胖症|病態肥胖、控制、虐待狂和暴虐妻子
    - 琳賽·西姆斯·劉易斯（Lindsey Sims-Lewis）飾演 10歲的拉絲菩夏
    - 伊夫·洛拉·聖維爾（Yves Lola St. Vil）飾演 17歲的拉絲菩夏

  - 王先生（Mr. Wong），糯米和凱蒂小時候相識的孤兒院的粗魯但心地善良的華人老闆
- 譚蒂·紐頓 飾演 糯米的青梅竹馬凱蒂·湯馬斯（Kate Thomas），他對她有著終生的浪漫興趣
- 琪娜·安德森（China Anderson）飾演 5歲的凱蒂
- 泰瑞·克魯斯 飾演 黑傑克老大·拉提摩（Big Black Jack Latimore），拉絲菩夏的大哥和心腹
- 萊斯特·斯佩特（英语：Lester Speight） 飾演 布魯·拉提摩（Blue Latimore），拉絲菩夏的二哥和心腹
- 克利夫頓·鮑威爾（英语：Clifton Powell） 飾演 厄爾·拉提摩（Earl Latimore），拉絲菩夏的老么和心腹
- 小古巴·古丁 飾演 迪恩·休斯（Deion Hughes），凱蒂的未婚夫
- 艾迪·葛瑞芬 飾演 Pope Sweet Jesus，前皮條客和糯米的朋友
- 凱特・威廉斯（英语：Katt Williams） 飾演 Lord Have Mercy，前皮條客和糯米的朋友
- 安東尼·羅素（Anthony Russell）飾演 山姆·喬瓦尼（Sam Giovanni），“Giovanni's”餐廳的義大利老闆
- 弗洛伊德·萊文（英语：Floyd Levine） 飾演 安倍（Abe），一名裁縫師
- 帕特·克勞佛·布朗（英语：Pat Crawford Brown） 飾演 亨德森太太（Mrs. Henderson），一位老年婦女
- 珍娜特・米勒（英语：Jeanette Miller） 飾演 科爾曼太太（Mrs. Coleman），一位老年婦女
- 麥克·科利亞（英语：Michael Colyar） 飾演 莫里斯（Morris），一名理髮師
- 馬龍·韋恩斯 飾演 巴特斯·柏金（Buster“Bust-A-Move”Perkin），拉絲菩夏的踢踏舞教練，拉絲菩夏與他有一腿
- 理查·甘特（英语：Richard Gant） 飾演 傳教士
- 亞歷克西斯·瑞伊（Alexis Rhee）飾演 王玲玲太太（Mrs. Ling Ling Wong），王先生的妻子
- 瑪麗安妮·穆勒雷爾 （Marianne Muellerleile）飾演 海嘉（Helga），除毛美容師
- 克里斯汀·沙爾 飾演 活動組織者
- 約翰・蓋汀斯（英语：John Gatins） 飾演 水上樂園服務員
- 史密斯·喬（英语：Smith Cho） 飾演 迪恩的前妻之一
- * 查理・墨菲（英语：Charlie Murphy）（配音）飾演 小狗勞德（Floyd），亨德森夫人的寵物巴哥犬

## 製作
在《史瑞克》大獲成功後，夢工廠的聯合創始人兼首席執行長傑弗瑞·卡森伯格簽約艾迪·墨菲出演真人版續集，他們正在尋找合適的電影。《糯米正傳》似乎很適合，繼墨菲之前在家庭喜劇中扮演多個角色之後，《怪醫杜立德》和《隨生變》。 夢工廠製片總裁亞當·古德曼（Adam Goodman）將劇本帶給布萊恩·羅賓斯，他對與艾迪·墨菲合作的前景感到興奮。 《糯米正傳》是導演布萊恩·羅賓斯和艾迪·墨菲合作的三部電影中的第一部。他們後來合作了《大衛特大號》和《千言勿語》。
各種假肢化妝、緊身連衣褲和假髮由里克·貝克和他的公司“Cinovation”設計。貝克稱讚墨菲說：“他真的讓這些東西變得栩栩如生，他從不抱怨。當我們拍《隨身變》時（省略），他在化妝椅上度過了80多天。就像我喜歡化妝一樣，即使我到最後也會抱怨，但埃迪沒有。”
里克·貝克想從一個現實生活中的模特身上工作，並試鏡了一百多位超大的女士，她們都擁有必要的比例。該模型還需要能夠跳舞。經過幾輪試鏡，一位女士被選為拉絲菩夏的生活模特，並根據她的測量結果製作了一套泡沫乳膠套裝。表面塗有矽樹脂，使其看起來像皮膚。矽膠也被用來製作配套的手套。使用泡沫乳膠和矽膠片改變艾迪·墨菲的臉型，然後塗上各種红色、棕色和黃色色調，以創造出逼真的膚色。 在某些場景中使用了替身，尤其是水上樂園。當拉絲菩夏在綠幕上表演時，墨菲的臉在化妝，他的頭部被數字合成到身體替身上。

## 迴響

### 關鍵評論
在爛番茄上，基於124條評論，本片的支持率為9%，平均評分為3.58/10，該網站的共識是：“在《夢幻女郎》中獲得奧斯卡提名的表演即將結束，才華橫溢但不一致的埃迪墨菲在《糯米正傳》中扮演三個角色，這是一部殘酷、粗魯、充滿刻板印象的喜劇，比搞笑更令人沮喪。” 根據26位評論家的評論，Metacritic給本片打了27分（滿分100分），表明“普遍不利的評論”。 CinemaScore調查的觀眾給這部電影“B”級，18歲以下的觀眾（28%的受訪者）給它“B+”級。
《舊金山紀事報》的米克·拉塞爾對本片給予了正面評價，暗示《糯米正傳》可能會幫助艾迪·墨菲因在《夢幻女郎》中的角色獲得奧斯卡獎，並表示他在《夢幻女郎》中扮演三個不同角色的作品比他在《夢幻女郎》中所做的任何事情都更令人印象深刻。 其他人則認為這可能會損害他的機會。 最終，艾倫·阿金獲得了最佳男配角獎。
《好萊塢報導》的讀者盧克·薩德（Luke Sader）稱其為“種族不敏感、政治不正確和粗魯。” 影音俱樂部的史考特·陶比亞斯（Scott Tobias）給本片打了“F”級，並寫道：“這可能是不可能的對於一部電影來扭轉自民權時代以來所取得的所有社會進步，但艾迪·墨菲的最新批評《糯米正傳》盡最大努力讓時光倒流”和“令人髮指的令人反感的黑人刻板印像只是冰山一角。“ “Cinemablend.com”的喬什·泰勒對本片的評價大多是負面的，他在其中將電影的某些部分描述為“非常卑鄙”，並表示“情節依賴於這樣的想法，即肥胖也意味著你是一個可怕的婊子。” 然而，他指出“其中一些也有點甜。艾迪” 真的很像糯米，這個角色很有同情心，很有趣。他與譚蒂·紐頓有著一種奇怪的完美化學反應，這不是我所期望的。”
“Jam!”的麗茲·布勞恩（Liz Braun）將電影《糯米正傳》描述為“主要是關於拉絲菩夏到底有多胖的哭笑不得的笑話”，但表示“這部電影並非沒有真正的笑聲。大部分笑聲都是由其他演員產生的。”關於“可怕”的角色拉絲菩夏，她甚至說本片“傾向於證實人們對艾迪·墨菲最嚴重的懷疑，以及他對女性的普遍恐懼和厭惡。拉絲菩夏的噱頭會變得有點怪異，如果你想太多了。而且你也不會想在她作為糯米真愛的角色中，譚蒂·紐頓看起來多麼像一個苗條的男孩。堅決不要。”
黑人活動家對艾迪·墨菲對拉絲菩夏角色的刻畫提出質疑，稱《糯米正傳》“只是一部圍繞一個黑人男子裝扮成一個樸實、超重的黑人女性的最新‘電影’。” 影評人瑪麗安·強森（MaryAnn Johanson）說這是一個吟遊詩人展示並稱其為“頑固的‘幽默’的可怕佳餚菜”。
《紐約客》影評人理查德·布羅迪稱讚艾迪·墨菲的表演說：“扮演多個角色，艾迪·墨菲釋放了一種痛苦的啟示，一種憤怒的糾結，一種畏縮的恐懼，憤怒的力量，以及一種永恆和未解決的局外人感。” 他將其評為21世紀30場頂級表演中的第17位。
海灘男孩的音樂家布萊恩·威爾森在2007年接受阿斯伯里公園出版社（Asbury Park Press）的採訪時稱《糯米正傳》是他最喜歡的電影。

### 導演評論
導演布萊恩·羅賓斯稱讚墨菲的表演說：“艾迪·墨菲出色地扮演了三個截然不同的角色。你怎麼能不讚美呢？艾倫·阿金沒有冒犯，但他不能像艾迪在《糯米正傳》中所做的那樣。”羅賓斯對負面的反應評論家的評論，“觀眾有那麼愚蠢嗎？美國人的品味有那麼糟糕嗎？我不這麼認為。”他還聲稱“唯一獲得好評的電影是那些沒人看的電影。我只是不認為你可以為評論家製作電影”。羅賓斯為他的明星驅動、高概念電影製作方法辯護說：“不要關注跟踪，也不要閱讀評論……有趣的王牌。與電影明星合作。”
“RogerEbert.com”的吉姆·愛默生（Jim Emerson）同意像羅賓斯這樣的電影製作人應該忽略評論家，並註意到關於麥當勞和食品評論家的古板類比。他認為羅賓斯的電影“既不是為那些非常關注影評人的人設計的，也不是為他們銷售的”。艾默生指出了2006年票房最高的幾部電影，它們既得到了評論家的好評，又獲得了廣泛的觀眾。

### 票房
行業預測預計《糯米正傳》將在首映週末賺取約2,000萬美元， 派拉蒙預計收入為2,500萬美元。該片在美國以3,420萬美元的票房上映，是艾迪·墨菲第14次票房第一的揭幕戰。 該片在北美國內票房收入為95,673,607美元，在其他市場獲得63,639,954美元，全球總票房為159,313,561美元。 該片於2007年3月9日在英國上映，並在接下來的兩個週末位居英國票房榜首，隨後被《300壯士：斯巴達的逆襲》超越。

### 獲獎紀錄
《糯米正傳》獲得了包括最差影片在內的八項金酸莓獎提名，並獲得了三個獎項，所有這些獎項都歸功於艾迪·墨菲作為三個不同的角色。 該片還被提名為奧斯卡最佳化妝獎。
| 獎項                   | 類別                                           | 提名者                                                                                            | 結果 |
| ---------------------- | ---------------------------------------------- | ------------------------------------------------------------------------------------------------- | ---- |
| 第80屆奧斯卡金像獎     | 最佳化妝獎                                     | 里克·貝克和辻一弘                                                                                 | 提名 |
| 女性電影記者聯盟       | 汙衊之名                                       | 汙衊之名                                                                                          | 獲獎 |
| 2007年黑人娛樂電視大獎 | 最佳男主角                                     | 艾迪·墨菲 （也適用於《夢幻女郎》提名）                                                            | 提名 |
| 第28屆金酸莓獎         | 最差電影獎                                     | 約翰·戴維斯，麥可·東林和艾迪·墨菲                                                                 | 提名 |
| 第28屆金酸莓獎         | 最差導演獎                                     | 布萊恩·羅賓斯                                                                                     | 提名 |
| 第28屆金酸莓獎         | 最差男主角獎                                   | 小古巴·古丁                                                                                       | 提名 |
| 第28屆金酸莓獎         | 最差男主角獎                                   | 艾迪·墨菲（飾演 糯米）                                                                            | 獲獎 |
| 第28屆金酸莓獎         | 最差男配角獎                                   | 艾迪·墨菲（飾演 王先生）                                                                          | 獲獎 |
| 第28屆金酸莓獎         | 最差女配角獎                                   | 艾迪·墨菲（飾演 拉絲菩夏）                                                                        | 獲獎 |
| 第28屆金酸莓獎         | 最差劇本獎                                     | 傑·謝里克（Jay Scherick），大衛·羅恩（David Ronn），查理·墨菲和艾迪·墨菲                          | 提名 |
| 第28屆金酸莓獎         | 最差屏幕組合獎                                 | 艾迪·墨菲（以及艾迪·墨菲或艾迪·墨菲）                                                             | 提名 |
| 第30屆金酸莓獎         | 十年最差男主角獎 （Worst Actor of the Decade） | 艾迪·墨菲（也適用於《星際冒險王》、《金牌間諜》、《天才神算》、《大衛特大號》和《好戲上場》提名） | 獲獎 |
| 2008年兒童票選獎       | 最受歡迎男演員                                 | 艾迪·墨菲                                                                                         | 提名 |

## 原聲帶
2007年2月6日，湖岸影業發行了《糯米正傳》的原聲帶。
1. "Standing in the Safety Zone" – The Fairfield Four（英语：The Fairfield Four） (2:41)
2. "It's Goin' Down（英语：It's Goin' Down (Yung Joc song)）" – Yung Joc（英语：Yung Joc） (4:03)
3. "You Did" – Kate Earl（英语：Kate Earl） feat. The Designated Hitters (2:26)
4. "Sexual Healing（英语：Sexual Healing）" – Marvin Gaye
5. "I Only Want to Be with You（英语：I Only Want to Be with You）" – Dusty Springfield (2:37)
6. "Milkshake（英语：Milkshake (song)）" – Kelis (3:04)
7. "Shoppin' for Clothes（英语：Shoppin' for Clothes）" – 贸易船组合 (2:58)
8. "Walk It Out（英语：Walk It Out (Unk song)）" – Unk（英语：Unk） (2:54)
9. "Looking for You（英语：Looking for You）" – Kirk Franklin（英语：Kirk Franklin） (4:06)
10. "Sweet Honey" – Slightly Stoopid（英语：Slightly Stoopid） (3:52)
11. "The Hands of Time" – Perfect Circle (6:19)
12. "Young Norbit" – David Newman（英语：David Newman (composer)） (3:33)
13. "Queen of Whores" – David Newman (:46)
14. "Kate Returns"/"Tuesday, Tuesday" – David Newman (3:24)
15. "Norbit Sneaks Out" – David Newman (:33)
16. "Rasputia's Fury" – David Newman (1:44)
17. "Norbit and Kate" – David Newman (:55)

電影中使用了幾首未出現在原聲帶專輯中的歌曲，按出現順序排列：
- "You Are the Woman（英语：You Are the Woman）" – Firefall（英语：Firefall） (2:45)
- "(Your Love Keeps Lifting Me) Higher and Higher（英语：(Your Love Keeps Lifting Me) Higher and Higher）" – 傑克·列羅伊·威爾森 (2:59)
- "Dem Jeans（英语：Dem Jeans）" – Chingy（英语：Chingy） (3:51)
- "Chain Hang Low（英语：Chain Hang Low）" – Jibbs（英语：Jibbs） (3:22)
- "Don't Cha（英语：Don't Cha）" – The Pussycat Dolls (4:25)
- "Ride of the Valkyries" – Richard Wagner
- "Temperature (song)（英语：Temperature）" – Sean Paul (3:36)

歌曲《Tonight, I Celebrate My Love》在糯米和拉絲菩夏的婚禮上演唱，但同樣沒有出現在原聲專輯中。

## 外部連結
- 互联网电影数据库（IMDb）上《糯米正傳》的资料（英文）
- AllMovie上《糯米正傳》的资料（英文）
- Box Office Mojo上《Norbit》的資料（英文）